# Aleksandr Doveld
Aleksandr Borísovich Doveld (n. 1973, Moscú) es un botánico, briólogo, y traductor ruso.
En 1820, el botánico ruso Iván Martýnov publica un diccionario técnico acerca de terminología y nomenclatura botánica. Aunque escrito en idioma ruso, frecuentemente alteró los nombres científicos franceses al idioma latín, citando al autor original del nombre, y así validándolo. Cuando este texto "Diccionario técnico-botánico" es redescubierto en 1990, Doweld realiza un importante trabajo, reportando numerosos cambios de autoridad en los nombres de las familias.
- La abreviatura «Doweld» se emplea para indicar a Aleksandr Doveld como autoridad en la descripción y clasificación científica de los vegetales.[2]